# Michael Wendeberg
Michael Wendeberg (* 8. April 1974 in Ebingen, Schwäbische Alb) ist ein deutscher Dirigent, Hochschullehrer und Pianist. Nach sieben Jahren als musikalischer Leiter des Ensembles Contrechamps in Genf wurde er im April 2018 zu dessen erstem Gastdirigenten ernannt. Seit 2016 ist er außerdem erster Kapellmeister an der Oper Halle.

## Leben
Im Alter von fünf Jahren erhielt Michael Wendeberg seinen ersten Klavierunterricht und gewann erste Bundespreise beim Wettbewerb Jugend musiziert. Ab 1994 folgte ein Klavierstudium bei Jürgen Uhde, Markus Stange, Bernd Glemser und Benedetto Lupo. Wendeberg debütierte beim Lucerne Festival, in der Carnegie Hall und bei den Salzburger Festspielen. Auch trat er als Solist mit den Bamberger Symphonikern, den Radiosinfonieorchestern des NDR, WDR, HR und SWR sowie den Berliner Philharmonikern auf, unter den Dirigenten Jonathan Nott und Sir Simon Rattle.
Zu seinen Kammermusikpartnern gehören Laurent Korcia, mit dem er mehrere CDs aufgenommen hat, und Nicolas Hodges. Von 2000 bis 2005 gehörte Wendeberg als Pianist dem Ensemble intercontemporain an, wo er intensiv mit Pierre Boulez arbeitete. Anlässlich Boulez’ 90. Geburtstags im März 2015 war er mit dessen gesamtem Klavierwerk im Schillertheater Berlin zu hören.
Ab 2005 studierte Michael Wendeberg Orchesterleitung in der Meisterklasse des Dirigenten Toshiyuki Kamioka in Saarbrücken.
Als Dirigent arbeitete er mit der Staatskapelle Berlin (vor allem regelmäßig mit Mozarts Zauberflöte), dem WDR Sinfonieorchester Köln, Klangforum Wien, Sinfonietta Basel, Remix Ensemble Porto, den Neuen Vokalsolisten Stuttgart, Kammerensemble Neue Musik Berlin, Ensemble Ascolta, Staatsopern-Kammerchor Apollini et Musis, der Philharmonie Ljubljana sowie dem Collegium Novum Zürich. Zu hören waren seine Ensembles auf der Münchener Biennale, den Bregenzer Festspielen, bei musicadhoy Madrid, bei Wien Modern, dem Eclat Festival Stuttgart, den Klangspuren Schwaz, auf der Biennale Venedig und beim Lucerne Festival.
In der Saison 2008/09 arbeitete er als Assistent unter Daniel Barenboim an der Staatsoper Unter den Linden Berlin. Zwei Spielzeiten später gehörte Michael Wendeberg zur Musikalischen Leitung am Nationaltheater Mannheim. Von 2011 bis 2014 wirkte er als Kapellmeister und Stellvertreter des Generalmusikdirektors am Luzerner Theater.
Michael Wendeberg ist erster Gastdirigent des Ensembles Contrechamps (Genf) und fester Gastdirigent der Staatsoper Yerewan. Seit der Saison 2016/17 arbeitet Wendeberg als 1. Kapellmeister an der Oper Halle. Weitere Verpflichtungen in der Saison 2016/17 beinhalteten sein Debütkonzert mit dem Ensemble Modern in Brüssel sowie eine Opernproduktion an der Werkstatt der Staatsoper Berlin. 2020 übernahm er von seinem Vorgänger Heribert Beissel die Leitung des Landes-Jugendsinfonieorchesters Sachsen-Anhalt.
Seit dem Wintersemester 2018/19 ist er Professor für Klavier und Klavierkammermusik an der Barenboim-Said-Akademie in Berlin.

## Auszeichnungen
- 1994–2000: Stipendium bei der Studienstiftung des deutschen Volkes
- 1997: 1. Preis: Classica Nova In Memoriam Dmitri Schostakovitsch, Hannover[3]
- 2000: 2. Preis (kein 1. Preis vergeben) Schubertwettbewerb, Graz